# ستانک (استان اوپوله)
ستانک (به لهستانی: Stanek) یک منطقهٔ مسکونی در لهستان است که در گمینا نامسووو واقع شده‌است.